# Хаммерхед
Хаммерхед — фигура высшего пилотажа, похожая на Ранверсман. Применяется как правило только для демонстрации навыков, так как самолёт во время применения данной фигуры в воздушном бою становится лёгкой мишенью для противника. Эта фигура входит в комплекс упражнений в самолётном спорте, но реактивный самолёт её не исполняет.

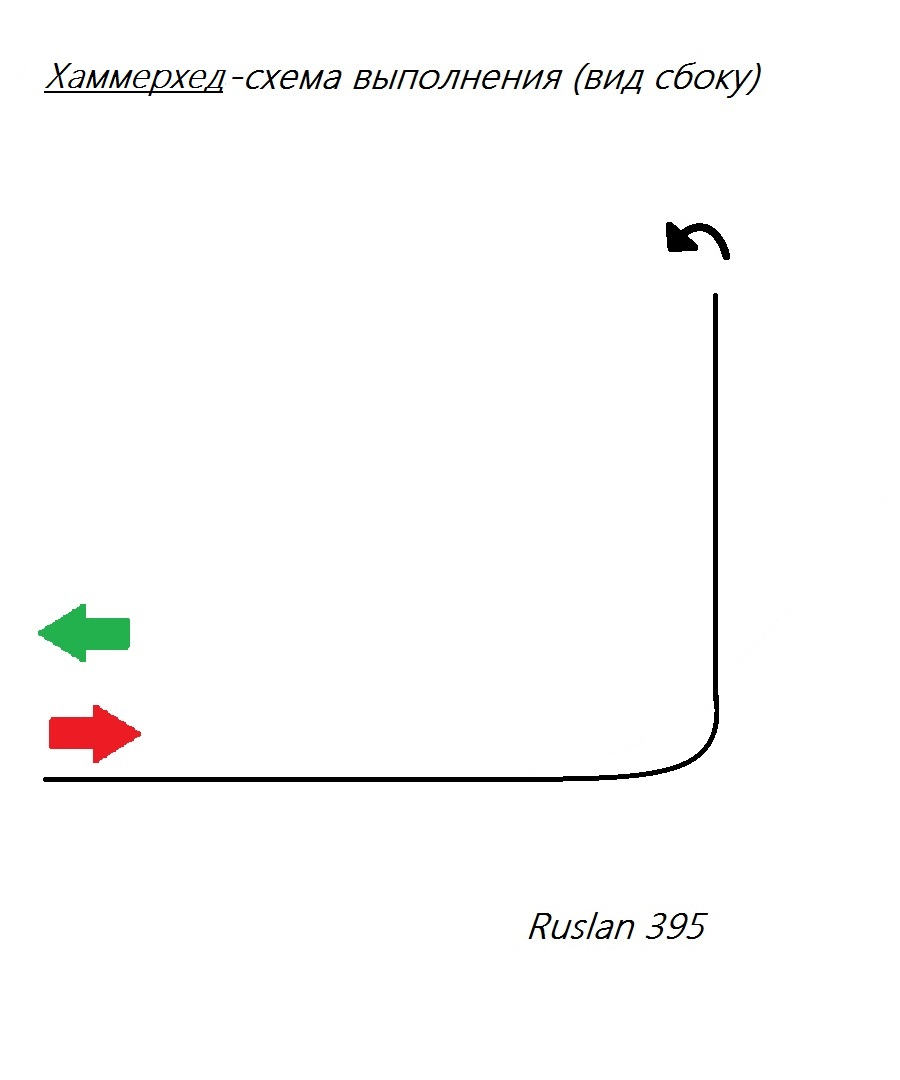

## История
Фигуру впервые выполнил, вероятно, немецкий пилот, чемпион мира по аэробатике и авиаконструктор Герхард Физелер в конце 1920-х.

## Техника
1. Набор высоты:
- Самолет должен набрать достаточную высоту, чтобы иметь запас энергии для выполнения маневра.
- Скорость полета должна быть достаточно большой, чтобы обеспечить необходимую подъемную силу.

2. Горка:
- Пилот резко тянет штурвал на себя, задирая нос самолета.
- Угол набора высоты должен быть достаточно большим, чтобы самолет успел замедлиться и зависнуть в воздухе.

3. Зависание:
- В верхней точке горки самолет должен на мгновение зависнуть в воздухе.
- Для этого пилот должен точно выдержать угол наклона и тягу двигателя.
- Самолет находится под углом 45-60° к горизонту.

4. Пикирование:
- Пилот опускает нос самолета, и он падает вниз.
- Переход из зависания в пикирование должен быть плавным.
- Пилот должен контролировать скорость и угол пикирования.